# Rocío Sagaón
Rocío Sagaón (Ciudad de México; 1933-Xalapa, Veracruz; 16 de agosto de 2015) fue una bailarina, coreógrafa, escultora y actriz mexicana, definida por Andrés Henestrosa como «la mejor bailarina de danza moderna que ha tenido México».[cita requerida]

## Biografía
Rosa María López Bocanegra, su verdadero nombre, nace en la Ciudad de México en 1933, hermana del fotógrafo Nacho López, estudio en la academia de danza mexicana, lugar donde conoce al célebre pintor Miguel Covarrubias y con quien inicia un romance, que mantuvieron hasta la muerte de Covarrubias acaecida en 1957, a pesar de que este le llevaba 35 años. Su debut profesional fue en el Palacio de Bellas Artes, donde interpretó Sueño de una noche de verano de Ana Mérida.
En 1950 Emilio “Indio” Fernández, al observar su belleza de aspecto muy mexicano, a lo Columba Domínguez, la invita a protagonizar junto a Pedro Infante la película dramática Islas Marías, en la que por capricho del cineasta, se hacen tomas de Sagaón mientras danza en la playa, ante el asombro de Infante y en una secuencia que no tenía nada que ver con el desarrollo de la cinta, después de esta la bailarina aparecía en una secuencia de Torero (1958) y solo regresaría a los sets cinematográficos hasta 1965, participando en En este pueblo no hay ladrones, basada en un relato de Gabriel García Márquez y en la que aparecían diversas personalidades del mundo intelectual mexicano como Luis Buñuel, José Luis Cuevas, Leonora Carrington y Juan Rulfo; entre otros. Cerraría su carrera fílmica con cuatro cintas más.
Su trayectoria en danza la llevaría a crear las agrupaciones Ballet Mexicano y Contemporáneo, además de pertenecer al Ballet de Bellas Artes y al Popular de México de Josefina Lavalle, con quienes realizaría giras a la extinta Unión Soviética; además de Rumania, Italia, Hungría, Checoslovaquia y Francia. Como bailarina, su máxima creación, obra cumbre del movimiento dancístico nacionalista, será Zapata, coreografía de Guillermo Arriaga Fernández y la cual fuera estrenada mundialmente en 1953 en Bucarest durante el Festival Mundial de la Juventud Democrática. Después de su romance con Miguel Covarrubias conoce al fotógrafo francés Georges Vinaver, con quien tuvo tres hijos: Martin, Djahel, también bailarina y Naolí.
En sus últimos años afincó su residencia en Veracruz, México en donde se dedicó a la escultura y expuso con gran éxito una serie de 17 piezas escultóricas titulada Las malqueridas en la galería de arte contemporáneo de Xalapa.
Muere víctima de un paro cardíaco el 16 de agosto de 2015.
Tras su muerte la cantante Natalia Lafourcade le compuso la canción «Rocío de Todos los Campos» que fue publicada en el álbum Musas de 2017.

## Filmografía
- 1950, Las Islas Marías de Emilio Fernández.
- 1956, Torero de Carlos Velo.
- 1965, En este pueblo no hay ladrones de Alberto Isaac.
- 1969, Mictlan o la casa de los que ya no son de Raúl Kamffer.
- 1974, Apuntes de Ariel Zúñiga.
- 1981, Ora sí tenemos que ganar de Raúl Kamffer.
- 1987, Y yo que la quiero tanto de Juan Pablo Villaseñor.

## Reconocimientos
- Premio Nacional de Danza José Limón (2002).[4]